# Celien Guns
Celien Guns est une joueuse de football belge née le 18 juin 1998 en (Belgique). Elle joue actuellement au Club Bruges et est internationale belge.

## Palmarès
- Vainqueur de la Coupe de Belgique en 2015 avec le Lierse SK

 Club Bruges (1 titre)
- Coupe de Belgique :
  -  Vainqueure : 2023-2024